# Imiougou
Imiougou är en ort i Burkina Faso.   Den ligger i provinsen Province du Bam och regionen Centre-Nord, i den centrala delen av landet, 90 km norr om huvudstaden Ouagadougou. Imiougou ligger 341 meter över havet och antalet invånare är 1 097.
Terrängen runt Imiougou är platt. Närmaste större samhälle är Kongoussi, 19,4 km norr om Imiougou.
Trakten runt Imiougou består i huvudsak av gräsmarker. Runt Imiougou är det ganska tätbefolkat, med 96 invånare per kvadratkilometer.